# Heinrich Adolf Schrader
Heinrich Adolf Schrader (1. ledna 1767, Alfeld u Hildesheimu – 22. října 1836 v Göttingenu) byl německý lékař, mykolog a botanik.

## Život
Roku 1794 se stal ředitelem botanické zahrady při univerzitě v Göttingenu, jímž zůstal až do své smrti. Tamtéž získal doktorát v lékařství (1795), navíc od roku 1802 (do nějž byl soukromým docentem) působil jako mimořádný a pak jako řádný profesor na tamní univerzitě.
Schrader byl plodným autorem, psal jak o flóře Německa, tak flóře vzdálenějších zemí. Mezi lety 1799 a 1803 vydával časopisy „Journal für die Botanik“, v letech 1806–1810 potom „Neues Journal für die Botanik“, jež byly předchůdci od roku 1818 dodnes vycházejícího časopisu „Flora“. Roku 1815 se stal korespondujícím členem švédské akademie věd.
 Je po něm pojmenován rod rostlin Schradera Vahl, a množství druhů.

## Dílo
- Spicilegium florae germanicae (1794)
- Sertum Hannoveranum (1795—1798), (spoluautor Johann Christoph Wendland)
- Systematische Sammlung Cryptogamischer Gewächse (1796—1797)
- Nova genera plantarum. Pars prima cum tabulis aeneis coloratis (Lipsko, 1797, 6 tab.)
- Flora germanica (Beginn, 1806)
- Hortus Gottingensis (1809, 16 tab.)
- Monographia generis Verbasci (1813—1823, 2 díly, 8 tab.)